# Districte de Dir
El districte de Dir fou una antiga divisió administrativa del Pakistan, a la Província de la Frontera del Nord-oest que va existir entre 1970 i 1996 dins a la divisió de Malakand.
Es va crear el 1970 poc després de l'abolició del principat de Dir (Dhir). Tenia 5.280 km² situats a la frontera amb Afganistan; la major part del districte el formava la vall del Panjkora. El districte era molt muntanyós i només tenia una carretera asfaltada que anava cap al pas Lowarai, únic accés a Chitral.
Inicialment la capital fou Dir, però al cap de poc es va traslladar a Timergara a 823 metres d'altura.
El 1996 es va dividir en dos districtes:
- Districte d'Upper Dir
- Districte de Lower Dir